# Edouard Ronvaux
Edouard Ernest Ronvaux (Franc-Waret, 5 april 1877 - Namen, 20 december 1958) was een Belgisch politicus voor de POB.

## Levensloop
Ronvaux was glasblazer en werd actief in de Belgische Werkliedenpartij.
Hij werd gemeenteraadslid (1912-1949) en schepen (1917-1920) in Namen en provincieraadslid (1912-1921).
In 1922 werd hij socialistisch senator
- voor het arrondissement Namen (1922-1927),
- als provinciaal senator (1927-1929),
- voor het arrondissement Namen (mei tot juli 1929),
- als provinciaal senator (1929-1932),
- voor het arrondissement Namen (1932-1946).